# Daniela Kielkowski
Daniela Kielkowski (* 4. Januar 1972 in Berlin) ist eine deutsche Ernährungsmedizinerin, Autorin von Ratgeber- und Sachbüchern und Medienexpertin für Ernährungsthemen. Sie tritt regelmäßig in überregionalen Medien als Fachkommentatorin für Ernährungsthemen auf.

## Werdegang
Nach der Schule absolvierte Daniela Kielkowski eine Ausbildung zur Krankenschwester und holte nach der Wende ihr Abitur nach, um an der Freien Universität Berlin und an der Charité Medizin zu studieren. Sie spezialisierte sich auf Präventiv- und Ernährungsmedizin und erwarb Zusatzqualifikationen für traditionelle chinesische Medizin und Akupunktur. Seit 2006 führt sie eine Privatpraxis in Berlin mit Schwerpunkt auf Ernährungstherapie und Stoffwechselanalyse.

## Medienpräsenz
Daniela Kielkowski ist regelmäßig in den Medien als Ernährungsexpertin vertreten, darunter in der ARD-Sendung Brisant, beim WDR in der Sendung Aktuelle Stunde, beim ZDF in Sendungen mit Moderator und Koch Sebastian Lege, beim RBB, Deutschlandfunk Kultur und im Sat.1 Frühstücksfernsehen. Seit 2013 beantwortet Daniela Kielkowski jeden Morgen um 8.20 Uhr Hörerfragen beim Sender Schlager Radio. Zudem findet sie regelmäßig auf dem Online-Portal T-Online statt.

## Publikationen
Kielkowski publiziert Ratgeberbücher im Becker Joest Volk Verlag, die auch mediale Beachtung finden. Bisher erschienen sind:  
- Die Stoffwechsel-Revolution – Abnehmen mit Kohlenhydraten: Wie Low Carb, Intervallfasten und Co. langfristig auch Übergewicht auslösen können, Becker Joest Volk Verlag, Hilden 2024, ISBN 978-3-95453-308-4.
- mit Bettina Matthaei: Abnehmen mit Kohlenhydraten – Das Praxisbuch zur Stoffwechselrevolution, Becker Joest Volk Verlag, Hilden 2024, ISBN 978-3-95453-308-4.

## Privates
Daniela Kielkowski lebt in Berlin. Sie ist Mutter von zwei Kindern. Von 2012 bis zu seinem Tod im Jahr 2019 war Daniela Kielkowski mit dem Arzt Fritz von Weizsäcker liiert.